# Notable
Les notables sont, au sein d'un groupe social, des personnalités d'un rang supposé important, destinées à avoir un ascendant particulier et une influence prépondérante sur les autres membres de la société. La notion de « notable » est donc indissociable de celle de hiérarchie sociale, même si les notables ne sont pas toujours des chefs reconnus (parfois il peut s'agir de personnalités auxquelles la population reconnaît spontanément une importance particulière, qui les distingue des autres).
- "Qui se distingue des autres par son importance, son rang social prééminent, auquel sa situation vaut, en marge des cadres officiels, une autorité personnelle dans les affaires publiques (Foulq. Sc. soc. 1978)".

Le système notabiliaire est un système social basé sur le pouvoir des notables. Sa primauté est validée en France par la Révolution, dont les acquis seront reconnus par la Charte constitutionnelle de 1814. Ces notables composeront la nouvelle élite qui évoluera rapidement en un patriciat ou une gentry à la française.

## Notion de « notable »
La notion est assez subjective car le notable ne porte pas forcément de « titre » attestant de sa « notabilité ». Cependant les notables se distinguent parfois par le port de chevalières ou par le bénéfice d'une éducation traditionnelle et la transmission de codes sociaux, identiques à ceux des familles de l'ancienne noblesse. L'étendue d'une « notabilité » varie donc selon les points de vue de chaque observateur et révèle dans une certaine mesure les priorités ainsi que le système de valeur adopté par un groupe humain, dans une région donnée (village, canton ), à une époque donnée.
De nos jours, certaines familles notables influentes ou fortunées inculquent à leurs enfants une éducation spécifique, destinée à leur apprendre à gérer leur patrimoine aussi bien relationnel que matériel et à se distinguer des autres membres de la société. Tout comme la noblesse, la notabilité est parfois considérée comme une sorte d'aristocratie.

### Exemples
Personnalités traditionnellement reconnues comme des notables : 
- Ministres (et hauts fonctionnaires de l'État)
- Ambassadeurs (et diplomates)
- Généraux (et officiers supérieurs)
- Préfets (et sous-préfets)
- Juges (et magistrats)
- Parlementaires (sénateurs et députés)
- Secrétaires généraux de syndicats nationaux[1]
- Maires (et conseillers régionaux et départementaux)
- Membres du clergé
- Grands propriétaires terriens et/ou immobiliers
- Industriels, banquiers, négociants et armateurs
- Administrateurs de sociétés
- Officiers ministériels, avocats, médecins, architectes, ingénieurs et journalistes[2]
- Professeurs des universités et professeurs agrégés
- Membres d'une académie, d'un ordre honorifique, etc.